# Histo Bus Dauphinois
L’Espace Histo Bus Dauphinois, ou Histo Bus Dauphinois, est un musée français dédié aux transports en commun de Grenoble et de sa région. Il est ouvert depuis le 2 octobre 2006 dans une ancienne usine du Pont-de-Claix, et est géré par une association, Standard 216 Histo Bus Grenoblois. Sa surface d’exposition est de 2 600 m2.
En 2020, il conserve et restaure 37 véhicules, dont la plupart appartiennent à l’association « Standard 216 Histo Bus Grenoblois », ainsi qu’un certain nombre d’objets liés aux transports en commun : maquettes, cartes postales, poste de conduite, objets divers...

## Situation et accès
Situé au croisement de l’avenue Charles de Gaulle et de la ligne des Alpes, sur la rive droite du Drac, le musée se signale par plusieurs fresques peintes sur sa facade.
Le site est desservi par la station Pont-de-Claix-L'Étoile qui est le terminus (extrémité sud) de la ligne A du tramway de Grenoble, depuis son prolongement en date du 21 décembre 2019.

## Histoire

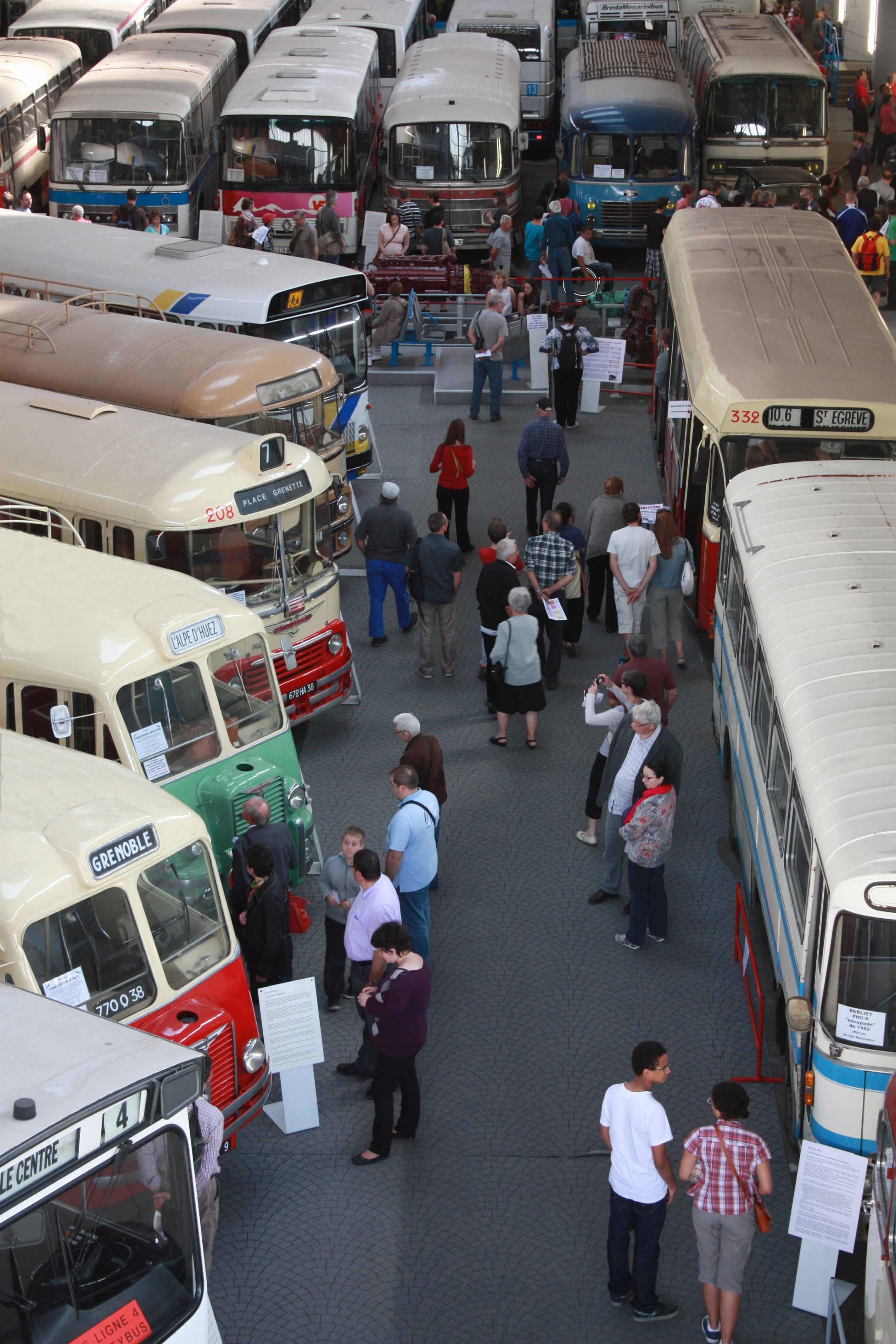
L'Histo Bus.

L'association Standard 216 a été créée en mars 1989 par des passionnés de transports qui voulaient conserver du matériel différemment destiné soit à la dispersion, comme des archives et des photos, soit à la démolition, comme des véhicules historiques.
Avec l'appui de La Métro et du Syndicat mixte des transports en commun de l'agglomération grenobloise (SMTC), en 2006 le hangar de 3000 m² de l'Espace Histo Bus Dauphinois est aménagé et il ouvre ses portes au public en octobre de la même année.
Depuis 2008 l'Histo Bus participe aux Journées européennes du patrimoine, depuis 2011 il fait partie des Musées en Fête et est visitable durant la Nuit des musées. En 2009 l'association est reconnue association d'intérêt général.
Des visites sur réservation et des journées portes ouvertes sont organisées au cours de l'année. Ouvert lors de la journée du patrimoine 2020, une exposition a permis au public de découvrir l’évolution des transports depuis les diligences jusqu’aux tramways modernes.

## La collection
En 2020, la collection compte 38 véhicules, dont 3 trolleybus, 12 autobus, 2 autobus articulés, 1 minibus, 19 autocars et un véhicule de service. Ces engins présentant des moteurs diesel ou électriques.
Le musée compte également des objets divers liés aux véhicules de transport, tels que des selleries, des girouettes de destinations et de très nombreux documents, tous liés à l’évolution des transports en commun de 1865 à 2006.

## Visites
Compte tenu de sa gestion par des bénévoles, le musée est ouvert principalement sur réservation, avec des ouvertures grand public à l’occasion de la Nuit des musées en Isère, qui se déroule vers la mi-mai, et des journées européennes du patrimoine en septembre.

#### Articles historiques
- Ancien tramway de Grenoble et SGTE (Société grenobloise de tramways électriques)
- Tramway Grenoble - Villard-de-Lans
- Tramway de Grenoble à Chapareillan
- Trolleybus de Grenoble

#### Autres articles
- Liste des musées de l’Isère
- Le Pont-de-Claix
- TAG
- SEMITAG
- SMMAG
- Tramway de Grenoble
- Autobus de Grenoble